# Medalla del 40è Aniversari de la Victòria en la Gran Guerra Patriòtica
La Medalla del 40è Aniversari de la Victòria en la Gran Guerra Patriòtica (rus: Медаль «Сорок лет Победы в Великой Отечественной войне»; transliterat Medal "Sorok let Pobedy v Velikoy Otechestvennoy voyne") és una medalla soviètica, creada per Konstantín Txernenko mitjançant el Decret de la Presidència del Soviet Suprem de l'URSS del 12 d'abril de 1985, en la commemoració del 40è aniversari de la victòria sobre l'Alemanya Nazi a la Gran Guerra Patriòtica de 1941-1945. El reglament, disseny i descripció va ser publicat a la Gaseta del Soviet Suprem de l'URSS n. 16 de 1985.
Va ser atorgada a:

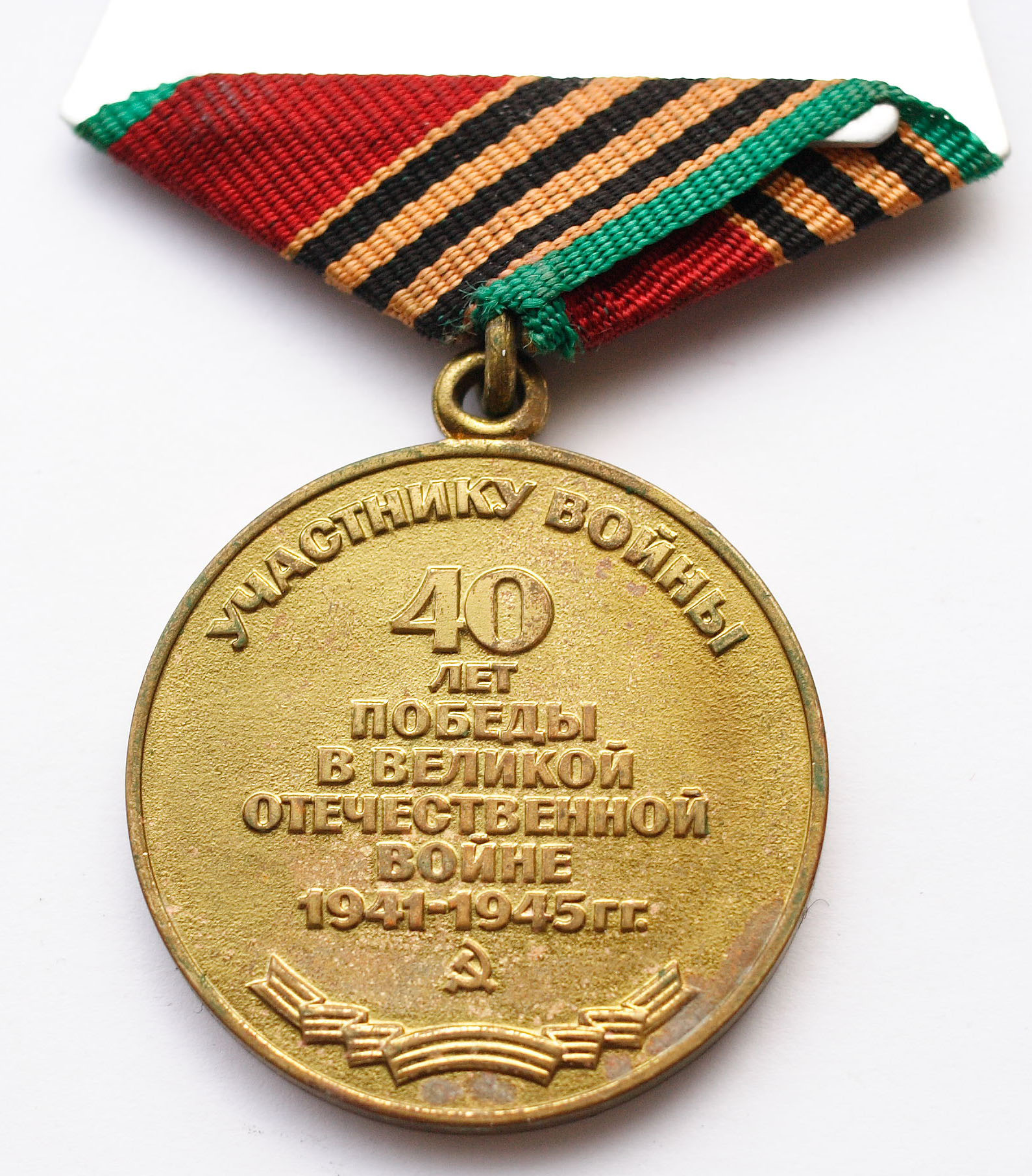
Revers

- Els membres de les Forces Armades Soviètiques que van participar en les operacions militars de la Gran Guerra Patriòtica, els membres dels cossos partisans i organitzacions clandestines
- Els receptors de les medalles de la victòria sobre Alemanya en la Gran Guerra Patriòtica 1941-1945 o per la victòria sobre el Japó * Els receptors de la medalla per la Tasca Meritòria durant la Gran Guerra Patriòtica de 1941-1945
- A tots aquells que van guanyar algun orde soviètic durant la Gran Guerra Patriòtica o haguessin estat condecorat amb alguna d'aquestes medalles: de la defensa de Leningrad, de la defensa de Moscou, de la defensa d'Odessa, de la defensa de Sebastòpol, de la defensa de Stalingrad, de la defensa de Kíev, de la defensa del Caucas o de la defensa de la Regió Àrtica Soviètica (decret de la Presidència del Soviet Suprem de l'URSS del 30 de gener de 1976)

Penja a l'esquerra del pit i se situa després de la medalla del 30è Aniversari de la Victòria en la Gran Guerra Patriòtica.
El disseny de la medalla va ser obra dels pintors Victor Aleksandrovitx Ermakov i Albert Gergievitx Miroixnitxenko.
Va ser atorgada a 11.268.980 unes persones, de les quals 3.000.000 van ser pels treballadors del front laboral i 5.000 als membres de les delegacions estrangeres.
Juntament amb la medalla es concedia un certificat acreditatiu, segons la versió de la medalla.

## Disseny
Una medalla de llautó de 32mm de diàmetre.
A l'anvers, com a fons apareix una estrella de 5 puntes, una corona de llorer i esteles de focs d'artifici en honor de la victòria del poble soviètic. Al davant apareixen les figures del soldat, de la treballadora del koljós i el partisà davant de les torres del Kremlin de Moscou. A les parts superiors apareixen les dates "1945" i "1985".
Pel revers van haver 3 variacions: a la part superior de la circumferència, apareix la inscripció "УЧАСТНИКУ ВОЙНЫ" (El participant de la Guerra) o "УЧАСТНИКУ ТРУДОВОГО ФРОНТА" (El Participant del Front de Treball); mentre que per les delegacions militars especials que van anar a Moscou per prendre part en les celebracions no hi apareixia cap inscripció.
A la part central apareixia la inscripció Сорок лет Победы в Великой Отечественной войне 1941-1945 гг, (40 anys de la Victòria a la Gran Guerra Patriòtica 1941-1945); i a la part inferior, la falç i el martell sobre una cinta.
Penja d'un galó pentagonal cobert d'una cinta de seda de muaré de 24mm d'ample. La meitat esquerra té 3 franges de color negre sobre fons taronja (repetint en miniatura la cinta de l'Orde de Glòria), mentre que la meitat dreta és vermella. A les puntes hi ha una franja d'1mm verda.